# 巴領旁缺鰭鯰
巴領旁缺鰭鯰，為輻鰭魚綱鯰形目鯰科的其中一種，為熱帶淡水魚，分布於亞洲印尼蘇門答臘淡水流域，體長可達17公分，棲息在底中層水域，生活習性不明。

## 扩展阅读
維基物種上的相關：巴領旁缺鰭鯰